# خوان خوزه رودریگز
خوان خوزه رودریگز (انگلیسی: Juan José Rodríguez؛ زادهٔ ۲۳ ژوئن ۱۹۶۷) یک بازیکن فوتبال بازنشسته اهل کاستاریکا است.
وی همچنین سابقه بازی در تیم ملی فوتبال کاستاریکا را دارد و عضو ترکیب بازیکنان این تیم در جام جهانی ۲۰۰۲ بوده است.